# Aeropuerto Regional de Deer Lake
El Aeropuerto de Deer Lake (del inglés: Deer Lake Airport) (IATA: YDF, OACI: CYDF) se encuentra a 3 millas náuticas (5.6 km; 3.5 mi) al noreste de Deer Lake, Terranova y Labrador, Canadá. Actualmente, está gestionado por la Autoridad Aeroportuaria Regional de Deer Lake y es el aeropuerto más cercano al Parque Nacional Gros Morne y Corner Brook. Es el segundo aeropuerto con mayor tráfico de Terranova, después del Aeropuerto Internacional de San Juan de Terranova, con un tráfico de 300,000 pasajeros al año. El Aeropuerto de Deer Lake presta servicio a una extensa zona de Terranova, desde la Gran Península Norte hasta Channel-Port aux Basques.

## Instalaciones
La terminal cuenta con restaurante, tienda de regalos y otros servicios. Dispone de un amplio estacionamiento de larga estancia.
El aeropuerto cuenta con siete puertas de embarque con capacidad para aeronaves, desde Beech 1900 hasta Airbus de fuselaje ancho. El aeropuerto cuenta con instalaciones de deshielo durante todo el año.

## Aerolíneas y destinos

### Pasajeros
| Aerolíneas         | Destinos                                                                 |
| ------------------ | ------------------------------------------------------------------------ |
| Air Canada Express | Halifax, Montreal–Trudeau                                                |
| Air Canada Rouge   | Toronto–Pearson                                                          |
| PAL Airlines       | Gander, Goose Bay, Moncton, Saint Anthony, San Juan de Terranova, Wabush |
| Porter Airlines    | Estacional: Halifax, Toronto–Pearson                                     |
| WestJet            | Estacional: Calgary                                                      |